# Молочный бар

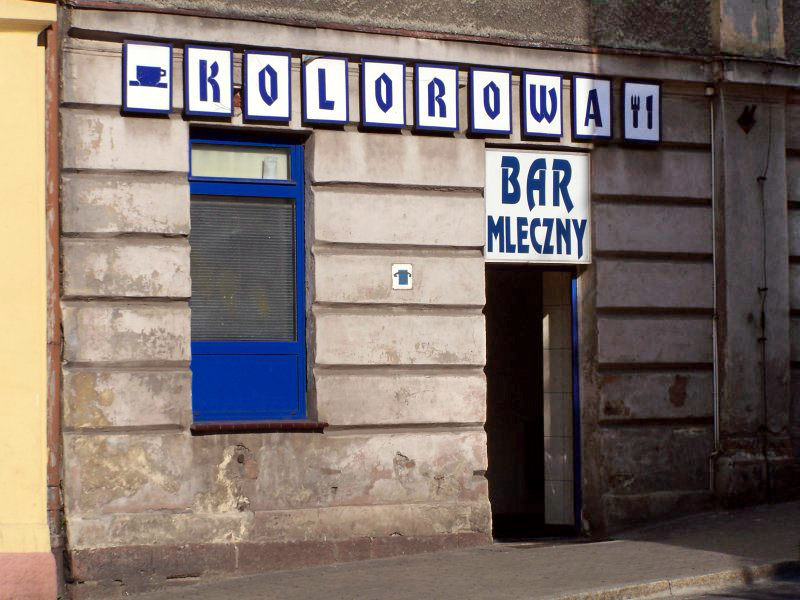
Молочный бар в городе Нова Руда

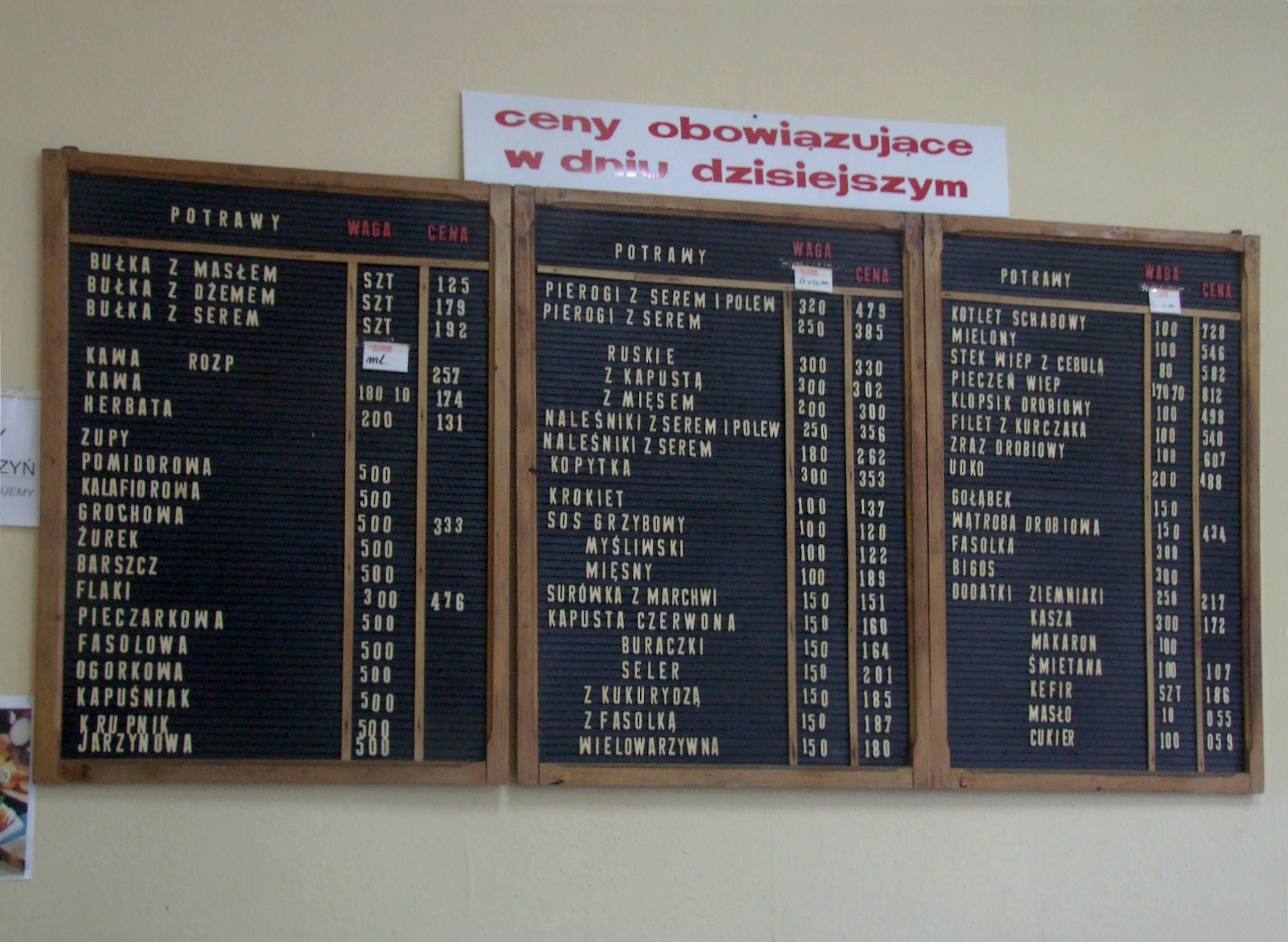
Меню молочного бара

Молочный бар (пол. bar mleczny) — разновидность ресторанов быстрого питания в Польше, который распространился в период после Первой мировой войны и получил дальнейшее распространение после Второй. Молочные бары работают по принципу современных столовых, но опирались на блюда традиционной кухни. Бар называется «молочный», потому что в меню присутствует большое количество блюд из молока, а также каши, блюда из яиц (омлеты) и муки (вареники, по-польски называемые «пероги»), реже из мяса. В 50-е годы XX века в некоторых молочных барах появилось пиво.
Посетителей привлекают не только невысокие цены, но и меню, состоящее из блюд домашней кухни.